# Brezovac Žumberački
 Brezovac Žumberački  falu Horvátországban Zágráb megyében. Közigazgatásilag Szamoborhoz tartozik.

## Fekvése
Zágrábtól 35 km-re, községközpontjától 14 km-re nyugatra a Zsumberk-Szamobori-hegységben fekszik. Településrészei: Paukovići (1910 és 1948 között Pavkovići), Pavlanci Žumberački és Višoševići.

## Története
1783-ban az első katonai felmérés térképén „Dorf Bresovacz” néven szerepel. 1830-ban 11 házában 99 görögkatolikus lakos élt. Birtokosa a Gvozdanović család volt. 1857-ben 75, 1910-ben 158 lakosa volt. Trianon előtt Zágráb vármegye Szamobori járásához tartozott. 2011-ben 26 lakosa volt. Lakói a grabari Keresztelő Szent János plébániához tartoznak.

## Lakosság
| Lakosság változása | Lakosság változása | Lakosság változása | Lakosság változása | Lakosság változása | Lakosság változása | Lakosság változása | Lakosság változása | Lakosság változása | Lakosság változása | Lakosság változása | Lakosság változása | Lakosság változása | Lakosság változása | Lakosság változása | Lakosság változása |
| ------------------ | ------------------ | ------------------ | ------------------ | ------------------ | ------------------ | ------------------ | ------------------ | ------------------ | ------------------ | ------------------ | ------------------ | ------------------ | ------------------ | ------------------ | ------------------ |
| 1857               | 1869               | 1880               | 1890               | 1900               | 1910               | 1921               | 1931               | 1948               | 1953               | 1961               | 1971               | 1981               | 1991               | 2001               | 2011               |
| 75                 | 79                 | 97                 | 98                 | 97                 | 158                | 155                | 169                | 149                | 165                | 139                | 112                | 80                 | 46                 | 27                 | 26                 |

## Nevezetességei
Brezovac Žumberački település a Zsumberk-Szamobori-hegység Nemzeti Park központi részén található. Négy egymástól távol eső falucskából alakult ki: Brezovac, Pavkovići, Pavlanci és Višoševići. Az udvarokkal közvetlenül érintkeznek a gyümölcsösök, kertek és szántók, tágabb értelemben pedig legelők és erdők. Brezovac és Pavkovići falvak a mai napig megőrizték a zsumberki vidéki agglomerációira jellemző térbeli és építészeti jellemzőket, és az újabb építések sem sértették jelentősen az eredeti értékeket.

## Külső hivatkozások
- Szamobor hivatalos oldala
- A zsumberki közösség honlapja
- Szamobor város turisztikai egyesületének honlapja
- Az első katonai felmérés térképe (1763-1787)